# Karl Landsteiner
Karl Landsteiner, Foreign Member of the Royal Society (n. 14 iunie 1868, Baden bei Wien, Austria Inferioară, Austro-Ungaria – d. 26 iunie 1943, New York City, New York, SUA) a fost un medic și biolog american, de origine evreu-austriac. Laureat al Premiului Nobel pentru Medicină în 1930 pentru descoperirea și clasificarea grupelor sanguine după sistemul ABO (1900). A descoperit aglutininele ca fiind cauza aglutinării sângelui, apoi, împreună cu Alexander S. Wiener a descris factorul rhesus (1937) reducând la minimum pericolul transfuziilor sanguine, care au devenit una dintre cele mai des folosite practici medicale salvatoare de vieți.
În 1909, împreună cu Erwin Popper și Constantin Levaditi, Karl Landsteiner a descris virusul poliomielitei.
Karl Landsteiner a mai fost laureat al Premiului Aronson (1926) și, postum, al Premiului Lasker (1946). Recunoscut ca „Părintele transfuziilor”, ziua sa de naștere, 14 iunie a devenit Ziua Mondială a Donatorului de Sânge

## Biografie
Karl Landsteiner s-a născut la 14 iunie 1868, la Viena, capitala Imperiului Austro-Ungar. Tatăl său, Leopold Landsteiner, era ziarist, editor și jurist. Când avea șase ani a rămas orfan de tată și a fost crescut de mama sa, Fanny Hess.
În anul 1891, a absolvit facultatea de medicină la Universitatea din Viena apoi, în 1908 a studiat cu Emil Fisher și alții, chimia medicală.
Între 1896 și 1907, ca asistent al directorului Institutului de anatomo-patologie al Universității din Viena, Link|Anton Weichselbaum s-a întreținut executând peste 3.600 de autopsii. A devenit profesor de patologie la această universitate și prosector la Wilhelminenspital (Mare Spital) din Viena.
În 1916 s-a căsătorit cu Helen Wlasto, pentru care s-a convertit la catolicism. La 8 aprilie 1917 au avut un fiu, Ernst Karl, care a devenit mai târziu chirurg în orașul Providence. 
În 1919, după Primul Război Mondial, a părăsit Austria și s-a stabilit în Olanda. În 1921 a inclus conceptul de antigen în imunochimia haptenelor. 
În 1923 s-a alăturat Institutului Rockefeller (Rockefeller Institute for Medical Research), de la New York, unde a rămas toată viața (chiar și după pensionarea sa în 1939). 
În 1929 a devenit cetățean american. 

### Laureat al Premiului Nobel pentru Medicină
În 1930, este laureat al premiului Nobel pentru Fiziologie sau Medicină
„pentru descoperirea grupelor sanguine la oameni.”

### Sfârșitul vieții
În 1940, în colaborare cu Alexander Wiener, a identificat factorul Rh (factorul Rhesus), responsabil al bolii hemolitice a nou-născuților.
A decedat în urma unui atac cardiac care l-a surprins în timp ce lucra în laboratorul său, la 26 iunie 1943. După starea de rău cardiacă a fost transportat acasă și a decedat la spital două zile mai târziu. Soția sa și el au fost înmormântați unul lângă altul, sub o piatră funerară,  într-un cimitir din insula Nantucket.

## Afilieri
Karl Landsteiner a devenit membru străin al Royal Society, la 29 martie 1941.

## Cinstirea memoriei lui Karl Landsteiner
- Data de 14 iunie, ziua de naștere a lui Karl Landsteiner, a fost aleasă pentru celebrarea Zilei Internaționale a Donării de Sânge. Se estimează că descoperirea lui Karl Landsteiner a salvat peste un miliard de vieți omenești.

### Numismatică
- Ultima bancnotă emisă de Austria, cu valoarea nominală de 1.000 de șilingi, (1997), desenată de Robert Kalina, înainte de intrarea monedei euro în circuitul economic, îl reprezintă pe Larl Landsteiner, lucrând în laboratorul său.